# Henri Baum
Henri Baum (eigentlich Heinz Egmont Baum, * 10. August 1907 in Wiesbaden; † 28. Februar 1993 in Paris) war ein deutschstämmiger, französischer Filmproduzent und Produktionsleiter.

## Leben und Wirken
Der Sohn des Rechtsanwalts Salomon „Max“ Baum und seiner Frau Sofie, geb. Lewin, besuchte zunächst ein Realgymnasium in seiner Geburtsstadt, ehe er 1922 mit seiner Familie nach Berlin übersiedelte. Hier begann er als Lehrling bei der Hageda (Handelsgesellschaft Deutscher Apotheker) und arbeitete in weiterer Folge in der Verkaufsabteilung der Zigarettenfabrik seines Großvaters in Wiesbaden. Zu Beginn der Tonfilmära stieß er über seinen Bruder Ralph Baum zur Kinematographie und war bis 1933 bei einigen deutschen Filmen, darunter Der Frauendiplomat, Das Testament des Cornelius Gulden, Moderne Mitgift und …und wer küßt mich?, als Regieassistent tätig. Die Machtübernahme durch die Nationalsozialisten 1933 zwang ihn und seinen Bruder, der seine Karriere gleichfalls als Regieassistent begonnen hatte und später ebenfalls als Filmproduzent, aber auch als Filmregisseur arbeiten sollte, wegen ihrer jüdischen Wurzeln noch im selben Jahr zur Flucht.
Beide Brüder ließen sich in Paris nieder und setzten dort ihre Arbeit beim Film in zunächst untergeordneten Funktionen für deutsche Regieexilanten fort: Ralph Baum als Regieassistent für Max Ophüls und Bruder Heinz, der sich fortan Henri Baum nannte, als Regieassistent und Produktionsleiter für Robert Siodmak. Im Zweiten Weltkrieg schlossen sich die Brüder zunächst der französischen Fremdenlegion in Nordafrika an. Nach ihrer 1940 erfolgten Demobilisation mussten sie von 1942 bis zur Befreiung 1944 in Südfrankreich untertauchen, wobei sie von ihren nachmaligen Ehefrauen unterstützt wurden.
Nach 1945 nahmen die Baum-Brüder Seite an Seite ihre Tätigkeit für den französischen Film zunächst gemeinsam wieder auf: Während Ralph inszenierte (Nuits de Paris, Traumschöne Nacht, Paris, Palace Hotel), übernahm Henri die Produktion. Dann aber trennten sich die Brüder und jeder der beiden Baums konzentrierte sich auf die Filmproduktion. Dabei fokussierte sich Henri Baum auf zumeist hochkommerzielle Filme der unterschiedlichsten Genres, stellte aber auch einige bedeutende Inszenierungen angesehener Regisseure wie Jacques Becker (Goldhelm), André Cayatte (Die schwarze Akte) und Luis Buñuel (Tagebuch einer Kammerzofe, Belle de Jour – Schöne des Tages) her. Gegen Ende seiner Karriere produzierte er auch Softsex-Erotika wie Emanuela 77 und Hemmungslose Erotik. Er starb 1993 in Paris.

## Filmografie
als Produktionsleiter oder Produzent
- 1936: Weiße Fracht für Rio (Cargaison blanche)
- 1938: Die Zehnte soll es sein (Accord final)
- 1946: On ne meurt pas comme ça
- 1947: La colère des dieux
- 1948: Venus im Auto (Tous les chemins mènent à Rome)
- 1948: Walzer der Liebe (Valse brillante)
- 1949: Lady Paname
- 1950: Der Vagabund von Paris (Ma pomme)
- 1950: Rendezvous in Paris (Le château de verre)
- 1951: Pariser Nächte (Nuits de Paris)
- 1951: Goldhelm (Casque d’or)
- 1952: Traumschöne Nacht
- 1953: Madame de …
- 1953: Liebe, Frauen und Soldaten (Destinées)
- 1953: Die letzte Etappe (Le grand jeu)
- 1955: Die schwarze Akte (Le Dossier noir)
- 1956: Bonsoir Paris (Bonsoir Paris, bonjour l’amour)
- 1956: Paris, Palace Hotel (Paris, Palace Hôtel)
- 1956: Im Sumpf von Paris (Le long des Trottoirs)
- 1956: Die große und die kleine Welt (The Ambassador’s Daughter)
- 1957: Der Weg zur Schande (Une manche et la belle)
- 1957: Der Pfarrer von Pigalle (Le Désert de Pigalle)
- 1958: Christine
- 1960: Tödliche Begegnung (Les magiciennes)
- 1961: Affäre Nina B. (L’Affaire Nina B.)
- 1961: Paradiesvogel (L’oiseau de Paradies)
- 1962: Sheherazade – Der goldene Löwe von Bagdad (Shéhérazade)
- 1963: Geheimagentin in Gibraltar (Gibraltar)
- 1964: Tagebuch einer Kammerzofe (Le journal d’une femme de chambre)
- 1964: Ab heute wieder Niederschläge (Faîtes vos jeux, mesdames)
- 1965: Karten auf den Tisch (Cartes sur table)
- 1966: Das Geheimnis des Dr. Z (Miss Muerte)
- 1966: Belle de Jour – Schöne des Tages (Belle de jour)
- 1967: Das Millionen-Duell (Fleur d’oseille)
- 1971: Die dummen Streiche der Reichen (Les folies bourgeoises)
- 1972: Die Geliebte meines Vaters (Le rempart des béguines)
- 1973: Die Umstandshose (L’Événement le plus important depuis que l’homme a marché sur la Lune)
- 1974: Wann sehen wir uns wieder, Grelu? (Ursule et Grelu)
- 1975: Die Entfesselten (L’agression)
- 1976: Emanuela 77 (La marge)
- 1977: Le dernier Baiser
- 1978: Der Zeuge (Le témoin)
- 1979: Bobo Jacco
- 1980: Hemmungslose Erotik (Contes pervers)